# Ponteranica
Ponteranica é uma comuna italiana da região da Lombardia, província de Bérgamo, com cerca de 6.947 habitantes. Estende-se por uma área de 8 km², tendo uma densidade populacional de 868 hab/km². Faz fronteira com Alzano Lombardo, Bergamo, Ranica, Sorisole, Torre Boldone, Zogno.

## Demografia
| Variação demográfica do município entre 1861 e 2011                               |
|                                                                                   |
| Fonte: Istituto Nazionale di Statistica (ISTAT) - Elaboração gráfica da Wikipedia |